# IPG Photonics
IPG Photonics (NASDAQ: IPGP

) er en amerikansk producent af fiberlasere. IPG Photonics udviklede og kommercialiserede optiske lasere. IPG har produktion i USA, Tyskland, Rusland og Italien.
IPG blev etableret i 1990 af Valentin P. Gapontsev og Igor Samartsev.